# Сопряжённые переменные
Сопряжённые переменные — пары переменных, математически взаимно связанные посредством преобразованием Фурье. или, вообще говоря, посредством двойственности Понтрягина. Отношения двойственности естественным образом приводят к соотношению неопределённости — в физике называемое принципом неопределённости Гейзенберга — между ними. В математических терминах сопряжённые переменные являются частью симплектического базиса, а отношение неопределённости соответствует симплектической форме. Кроме того, сопряжённые переменные связаны с помощью теоремы Нётер, которая гласит, что если свойства замкнутой физической системы инвариантны относительно изменения одной из сопряжённых переменных, то другая сопряжённая переменная в этой физической системе сохраняется со временем.

## Примеры
Существует много типов канонически сопряжённых переменных:
- Время и частота: чем дольше сохраняется музыкальная нота, тем точнее мы знаем её частоту, но она длится дольше и, следовательно, является более распределённым событием.  И наоборот, очень короткая музыкальная нота более локализована во времени, но нельзя очень точно определить её частоту (становится просто щелчком).[3]
- Эффект Доплера: чем точнее мы знаем расстояние до цели, тем менее точно мы знаем скорость её приближения или удаления, и наоборот. В этом случае двумерная функция времени и частоты известна как функция неопределённости радара или "диаграмма неопределённости радара".
- Поверхностная энергия: γ dA (γ = Поверхностное натяжение; A = площадь поверхности).
- Упругое растяжение: F dL (F = упругая сила; L длина растяжения).

### Производные действия
В классической физике производные  действия являются сопряжёнными переменными с величиной, относительно которой проводится дифференцирование. В квантовой механике эти же пары переменных связаны 
принципом Гейзенберга принцип неопределённости.
- "энергия" частицы при определённом событии является отрицательной производной действия вдоль траектории этой частицы, заканчивающейся в этом событии, по отношению к "времени" события.
- "импульс" частицы является производной от её действия относительно её "положение".
- "угловой момент" частицы является производной от её действия относительно её "углового положения".
- "Массовый момент" ({\displaystyle \mathbf {N} =t\mathbf {p} -E\mathbf {r} }) частицы является отрицательной производной её действия по отношению к её "скорости".
- "электрический потенциал" ({\displaystyle \varphi }, электрическое напряжение) при событии является отрицательной производной от действия электромагнитного поля по отношению к плотности (свободного) "электрического заряда" при этом событии.
- "Векторный потенциал электромагнитного поля" ("'A"') при событии является производной действия электромагнитного поля по отношению к плотности (свободного) "электрического тока" при этом событии.
- "электрическое поле" ("'E"') при событии является производной действия электромагнитного поля по отношению к "поляризованности " диэлектрика при этом событии.
- "магнитная индукция" ("'B"') при событии является производной действия электромагнитного поля по отношению к "намагниченности" при этом событии.
- Ньютоновский "гравитационный потенциал" при событии является отрицательным значением производной от действия ньютоновского гравитационного поля по отношению к "плотности массы" при этом событии.

### Квантовая механика
В квантовой механике сопряжённые переменные реализуются как пары наблюдаемых, операторы которых не коммутируют. В общепринятой терминологии они называются "несовместимыми наблюдаемыми". Рассмотрим в качестве примера измеримые величины, заданные координатой {\displaystyle \left(x\right)} и импульсом {\displaystyle \left(p\right)}. В квантово-механическом формализме две наблюдаемые {\displaystyle x} и {\displaystyle p} соответствуют операторам {\displaystyle {\widehat {x}}} и {\displaystyle {\widehat {p\,}}}, которые обязательно удовлетворяют каноническому коммутационному соотношению:
{\displaystyle [{\widehat {x}},{\widehat {p\,}}]={\widehat {x}}{\widehat {p\,}}-{\widehat {p\,}}{\widehat {x}}=i\hbar }
Для каждого ненулевого коммутатора двух операторов существует "принцип неопределённости", который в нашем настоящем примере может быть выражен в виде:
{\displaystyle \Delta x\,\Delta p\geq \hbar /2}
В этом нечётко определённом обозначении {\displaystyle \Delta x} и {\displaystyle \Delta p} обозначим "неопределённость" в одновременной спецификации {\displaystyle x} и {\displaystyle p}. Более точное и статистически полное утверждение, 
включающее стандартное отклонение {\displaystyle \sigma }, гласит:
{\displaystyle \sigma _{x}\sigma _{p}\geq \hbar /2}
В более общем смысле, для любых двух наблюдаемых {\displaystyle A} и {\displaystyle B}, соответствующих операторам {\displaystyle {\widehat {A}}} и {\displaystyle {\widehat {B}}}, обобщённый принцип неопределённости задаётся формулой:
{\displaystyle {\sigma _{A}}^{2}{\sigma _{B}}^{2}\geq \left({\frac {1}{2i}}\left\langle \left[{\widehat {A}},{\widehat {B}}\right]\right\rangle \right)^{2}}
В соответствии с ним можно выбрать два оператора, присвоив каждому математическую форму, такую, чтобы пара удовлетворяла ему. 
Этот выбор операторов отражает одно из многих эквивалентных (изоморфных) представлений общей фундаментальной алгебраической
структуры, которая описывает квантовую механику (алгебра Ли Гейзенберга {\displaystyle {\mathfrak {h}}_{3}}, соответствующая группа называется группой Гейзенберга {\displaystyle H_{3}}).

### Механика жидкости
В гамильтоновой механике жидкости и квантовой гидродинамике само "действие" (или "потенциал скорости") является сопряжённой переменной "плотности" (или "плотности вероятности).